# Heidelberger Hütte
De Heidelberger Hütte is een berghut gelegen achter in het Fimbatal aan de voet van de Fluchthorn in het Silvrettagebergte. De hut ligt op 2264 meter boven de zeespiegel.
Deze hut behoort toe aan de sectie Heidelberg van de Deutsche Alpenverein (DAV). Hoewel de bevoorrading van de hut vanuit het bergdorp Ischgl in het Oostenrijkse Tirol plaatsvindt, is de hut de enige van de DAV die op Zwitsers grondgebied gelegen is. De hut is gemakkelijk toegankelijk, zelfs in de winter, vanuit Ischgl.